# Juan Balaguer y Capella
Juan Balaguer y Capella (Barcelona, 25 de junio de 1827-¿?) fue un músico español.

## Biografía
Natural de Barcelona, donde nació el 25 de junio de 1827. Su hermano Pablo, mayor que él, era médico. Fue niño cantor en la catedral de la Santa Cruz y Santa Eulalia de Barcelona, donde estudió armonía y composición con el maestro Mateo Ferrer. En 1852 o 1853 obtuvo la plaza de primer fagot en el Teatro del Liceo de esa ciudad y, en 1854, la de profesor de solfeo en las clases de música del conservatorio de ese mismo lugar.
Escribió dos misas a toda orquesta, un réquiem, un miserere, un magnificat titulado Las estaciones, unas Lamentaciones, dos zarzuelas, una fantasía y diferentes piezas para baile. Asimismo, publicó una Teoría y práctica del solfeo. Se desconoce la fecha de su fallecimiento.